# Saint-Quentin-sur-Coole
Saint-Quentin-sur-Coole – miejscowość i gmina we Francji, w regionie Grand Est, w departamencie Marna.
Według danych na rok 1990 gminę zamieszkiwało 66 osób, a gęstość zaludnienia wynosiła 8 osób/km².